# المؤسسة اللبنانية للإرسال
المؤسسة اللبنانية للإرسال انترناشيونال (بالإنجليزية: Lebanese Broadcasting Corporation International)‏ هي مؤسسة إعلامية أسسها حزب القوات اللبنانية في 23 أغسطس 1985، كانت الوسيلة الإعلامية الأساسية للحزب السياسي خلال فترة الحرب الأهلية اللبنانية؛ لكن مواقفها السياسية أصبحت حياديّة بعد انتهاء الحرب.
يرأس مجلس إدارتها الشيخ بيار الضاهر؛ ويملك الأمير السعودي الوليد بن طلال بن عبد العزيز آل سعود 49% من أسهم القناة الفضائية؛ بينما تتوزع بقية النسب على الشركاء بالمحطة الأرضية. ويملك سياسيون لبنانيون بعض الأسهم، مثل عصام فارس، محمد الصفدي، نجيب ميقاتي، ميشال فرعون وسليمان طوني فرنجيّة. كما أن زوجة رئيس مجلس الإدارة السيدة رندة الظاهر وشقيقتها رولا سعد تملكان بعض أسهم المؤسسة.

أول شعار للمؤسسة اللبنانية للإرسال عام 1985
شعار المؤسسة اللبنانية للإرسال 1995-2010
شعار المؤسسة اللبنانية للإرسال 2011-2013

## الشعارات

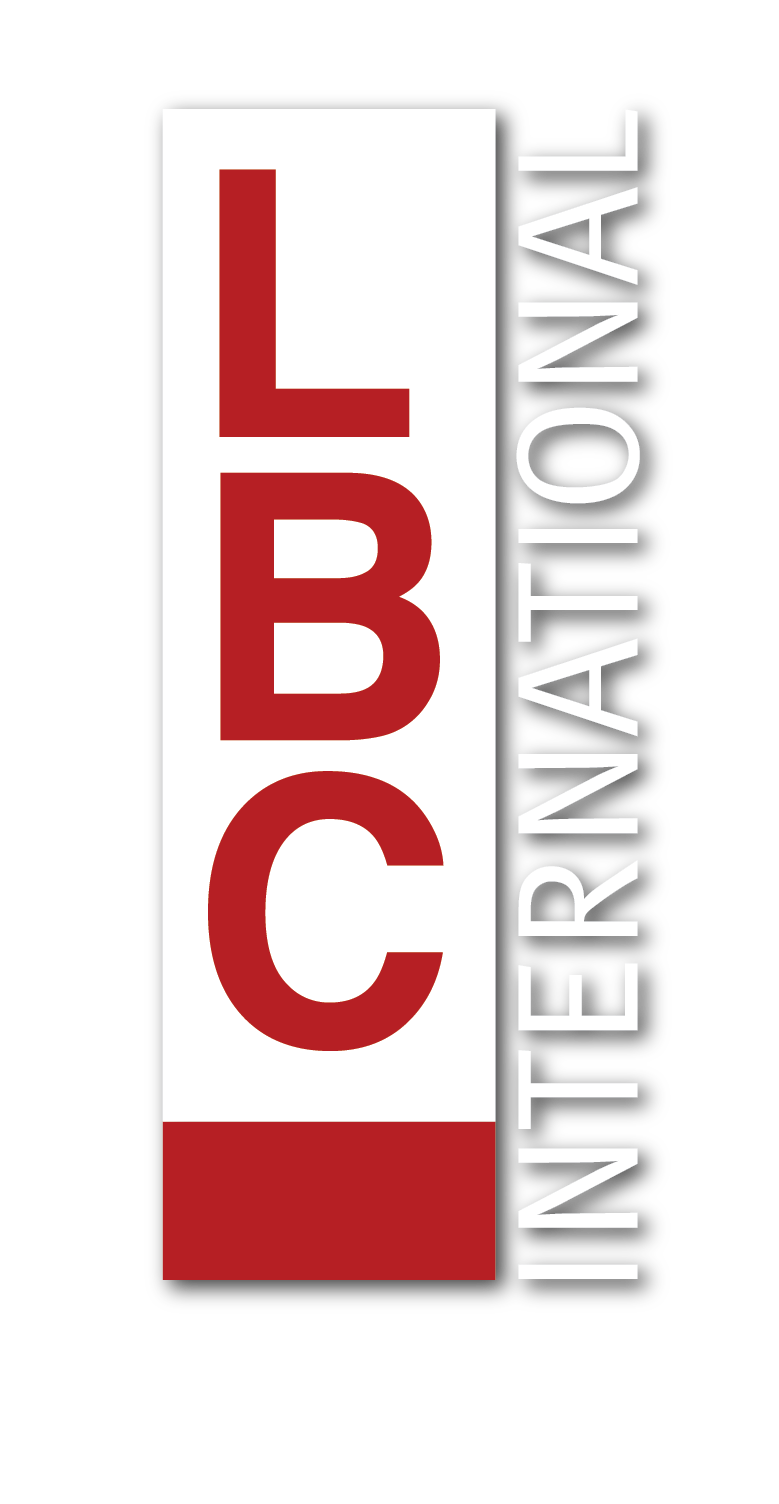
شعار قناة LBCI Drama
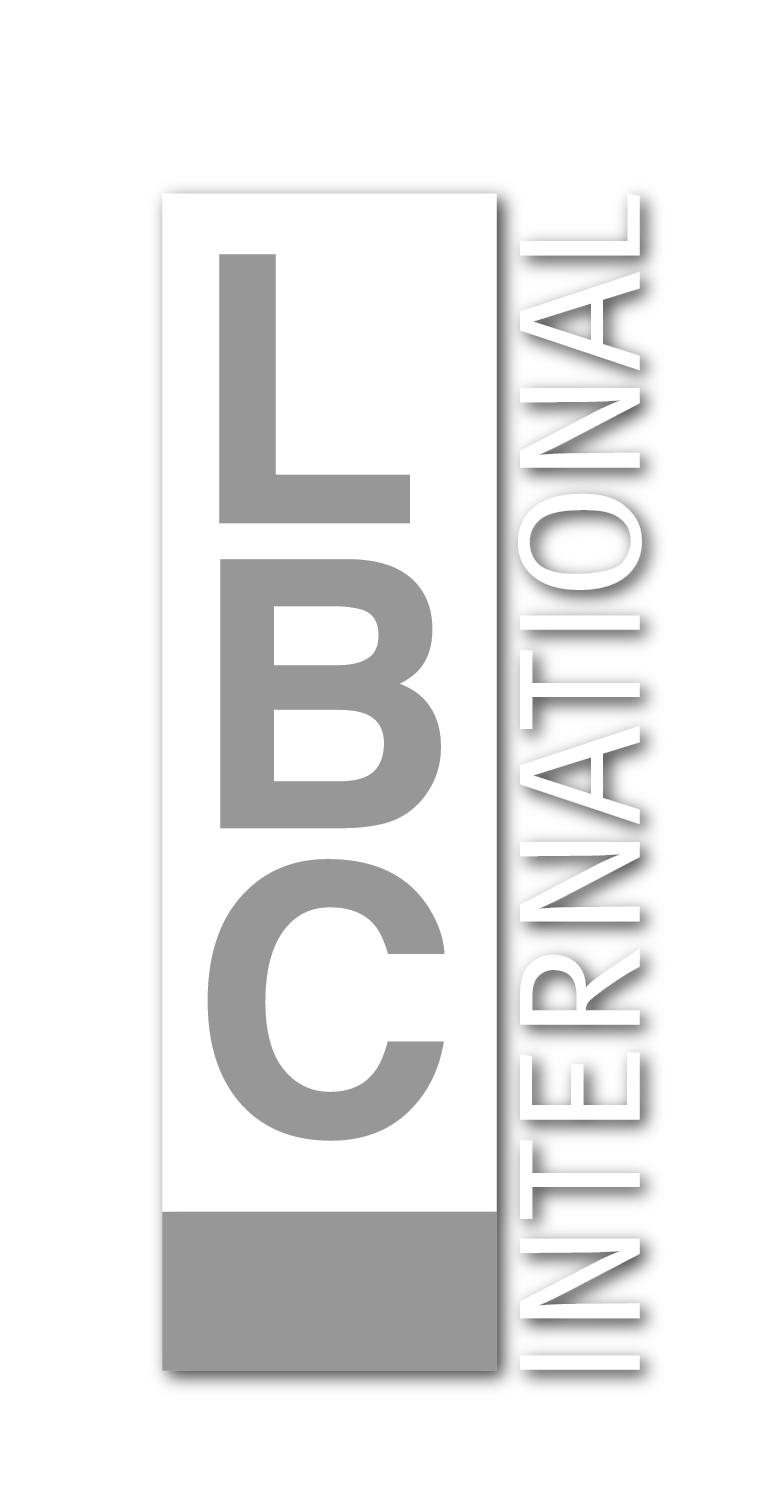
شعار قناة LBCI News
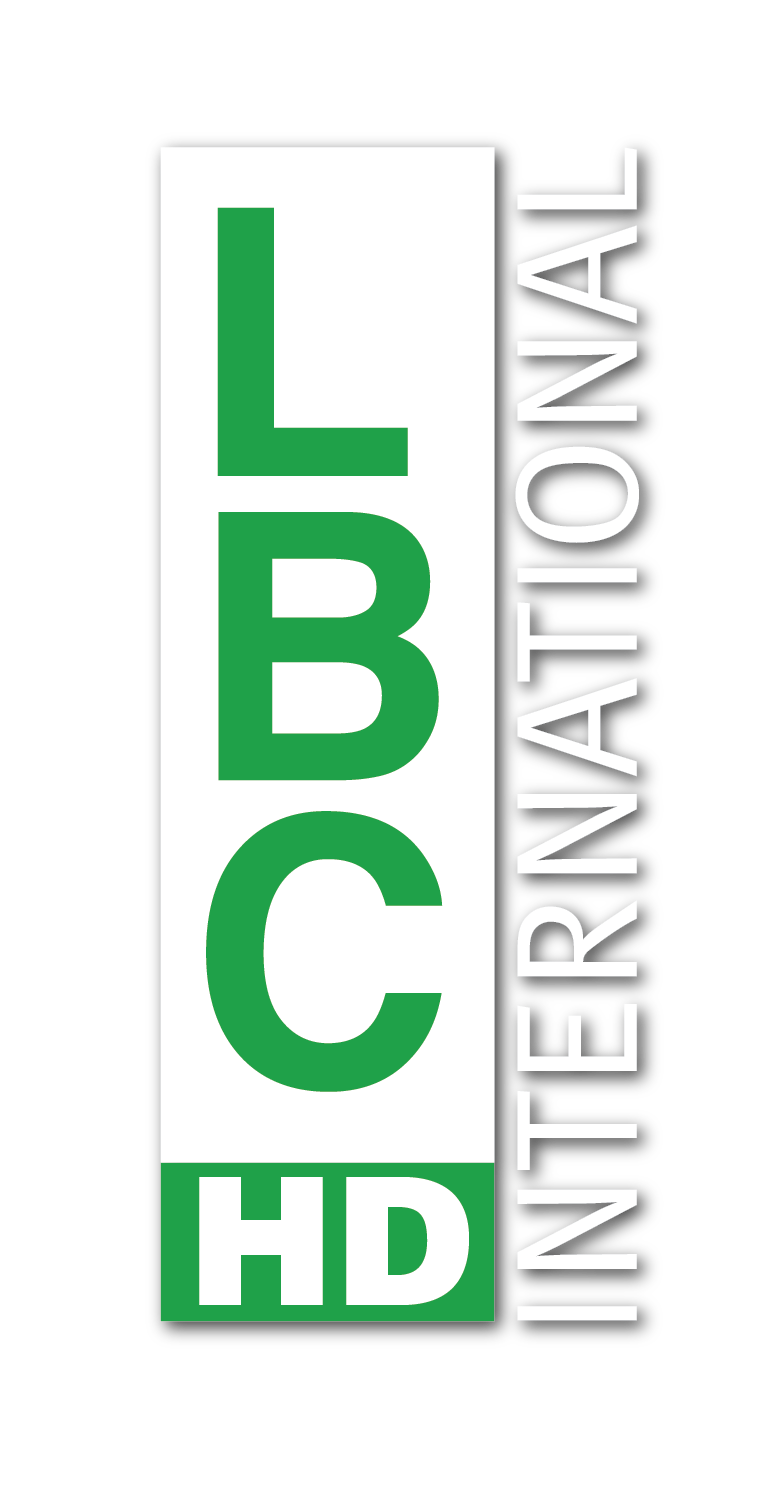
شعار قناة LBCI HD
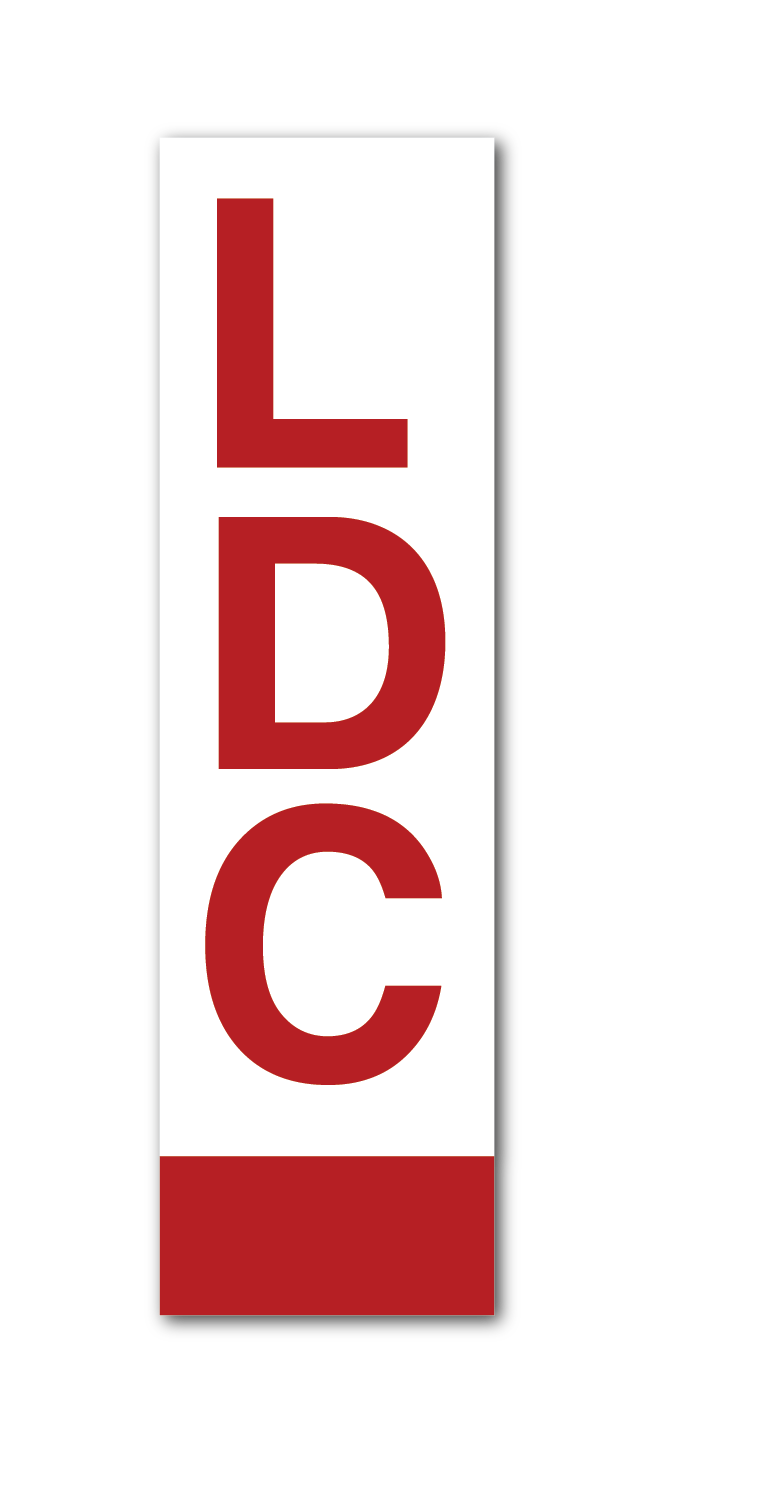
شعار قناة الانتشار اللبناني (LDC)
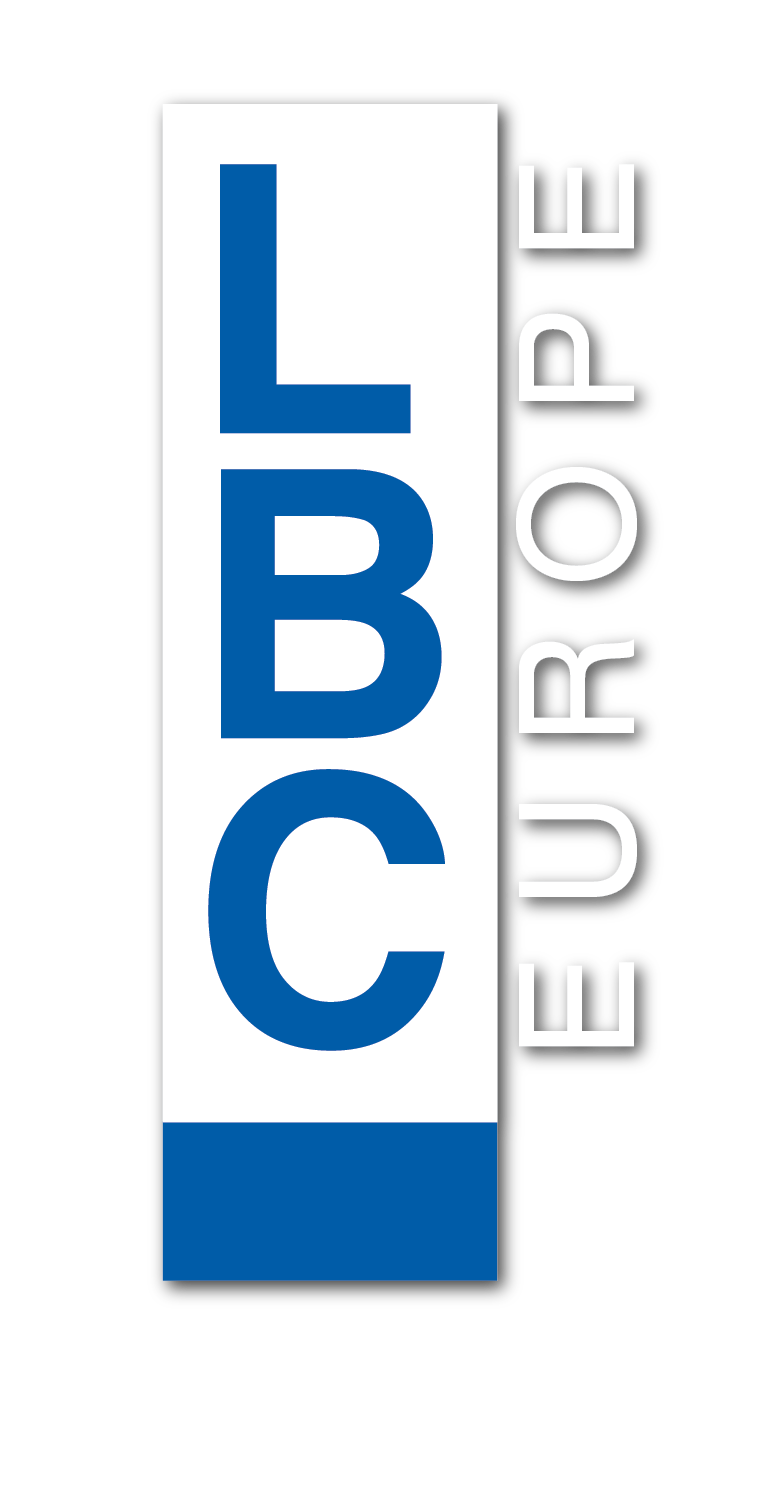
شعار قناة LBC Europe
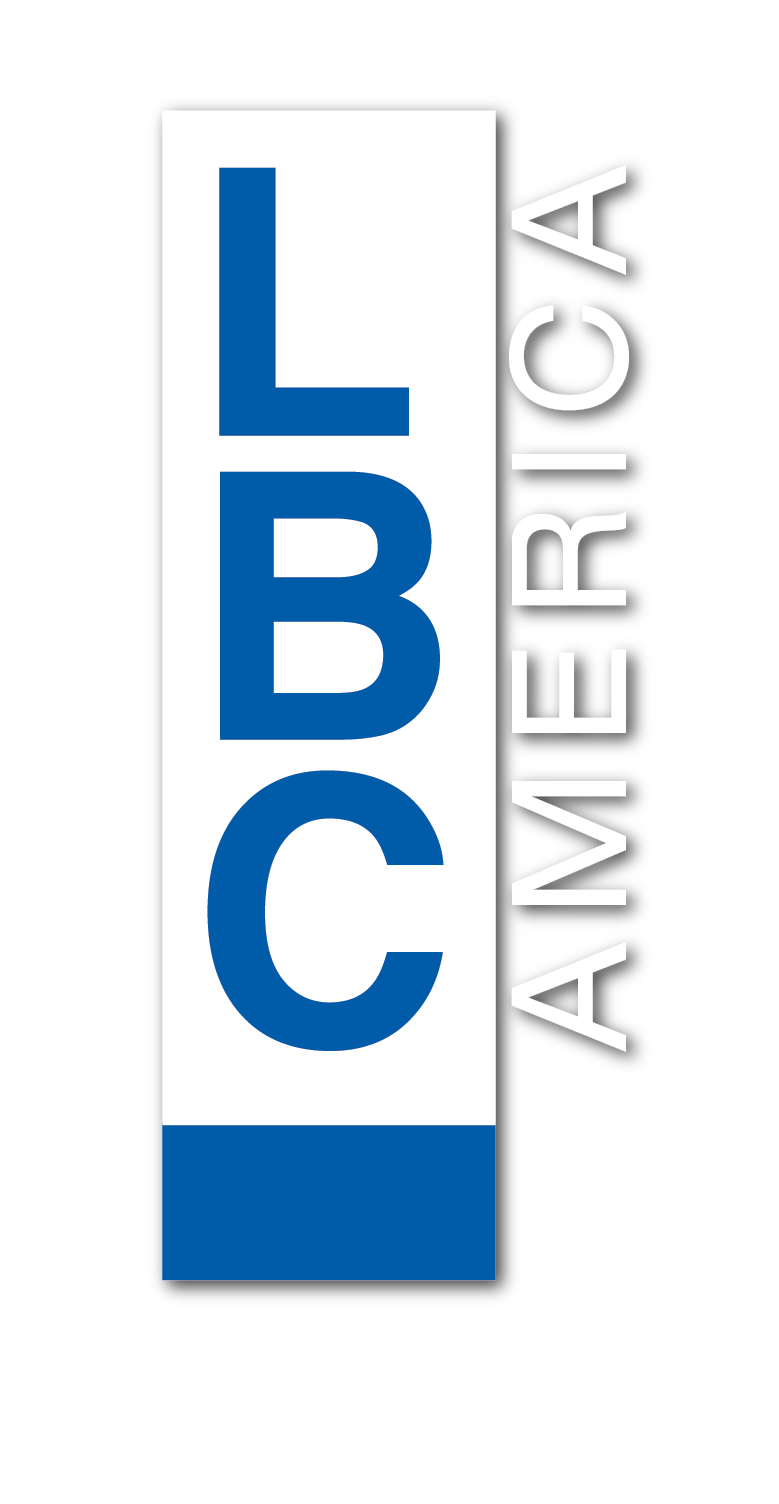
شعار قناة LBC America
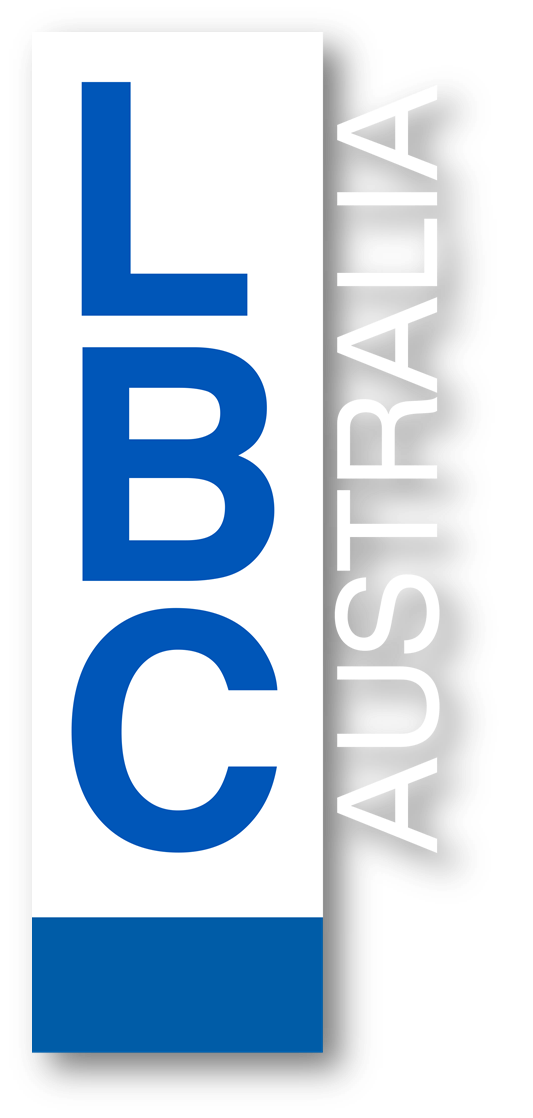
شعار قناة LBC Australia

## نبذة عن المؤسسة اللبنانية للإرسال
- في العام 1985 انشأت القوات اللبنانية وسيلتها الاعلامية الخاصة تحت اسم «المؤسسة اللبنانية للإرسال» التي أصبحت تعرف باسم LBC وكانت أول من خرق الحق الحصري الذي منحه القانون اللبناني لتلفزيون لبنان بامتلاك كافة قنوات البث للعام 2012 . وكانت الـLBC سلاحاً فعالاً في المعارك التي خاضتها «القوات» سياسياً وعسكرياً، وبرزت في الجانب الآخر، كمحطة ناجحة في برامجها التي جذبت اليها مختلف الشرائح اللبنانية.
- الاطلالة الأولى على شاشة الـLBC كانت للاعلامية مي شدياق، تعاونها دوللي غانم في قسم الأرشيف. مذيعتا الربط كانتا ليليان إندراوس وجيزيل حبيب.
- وفي العام 1992 بدأت الـLBC تحضير نفسها لمرحلة ما بعد اتفاق الطائف الذي نص على ضرورة اصلاح الوضع الاعلامي، وانتهاء مرحلة الحرب فانشأت شركة خاصة اسمها المؤسسة اللبنانية للإرسال انترناشيونال LBCI منفصلة بذلك عن الدائرة الاعلامية للقوات مالياً وادارياً.
- اتخذت LBC مقراً لها مبنى دار المعلمين في منطقة جونيه على الساحل شمال بيروت.

وفي 23 يوليو 1996 استعادت الدولة المبنى واخلته من دون سابق انذار، خلال عرض فيلم «دكتور زيفاكو» للممثل عمر الشريف، لكن المحطة تابعت البث بعد ساعات قليلة من شاحنة حولتها إلى استديو بانتظار انهاء تجهيزات سريعة لمبناها الحالي في منطقة ادما.
- وفي العام 1994 ومع حل «القوات اللبنانية » بعد اتهامها بتدبير تفجير كنيسة سيدة النجاة في فبراير (شباط) في العام نفسه، بدأت مرحلة مختلفة من حياة الـLBC التي اغرى نجاحها مؤسساتياً معظم رجال السياسة والمسيحيين منهم خصوصاً، فاحتضنوها وأمنوا استمراريتها وساهموا في استقرارها تمهيداً لتشريعها.
- وفي العام نفسه واثر قرار حل «القوات» صدر قرار حكومي بمنع المؤسسات التلفزيونية غير المرخصة من بث الاخبار والبرامج السياسية، لكن مجلس النواب اصدر قراراً بعد نحو ثلاثة أشهر قضى باعادة بث الاخبار.
- وفي العام 1995 تم تكبير رأس المال لصالح دخول القطبين المسيحيين الفاعلين في الحكم نائب رئيس الحكومة عصام فارس ووزير الصحة سليمان فرنجية كمساهمين في الشركة، فارضين تعيين مشرف سياسي على اخبار المحطة هو النائب نادر سكر.
- وفي العام 1996 تم تأسيس شركة خارج لبنان بين المجموعة اللبنانية LBC وشركة AMC التي يرأسها المستثمر السعودي صالح كامل بنسبة 51 في المائة للشركة اللبنانية و49 في المائة لكامل. وبدأت هذه المحطة البث فضائياً من خارج لبنان.
- وفي العام 1997 نالت الـ LBCI الرخصة الرسمية من الدولة اللبنانية للبث الأرضي بعد اقل من عام على صدور قانون الاعلام المرئي والمسموع.
- وفي العام 1998 بدأت الـ LBCI البث الفضائي الموسع باتجاه مناطق أوروبا والاميركتين واستراليا.
- وفي العام 2000 رفعت في وجه الـLBC دعوى مشتركة من فارس وفرنجية لمنحهم حق الاشراف السياسي على المحطة، وذلك بعد دعوى سابقة كان حزب الكتائب اللبنانية رفعها في التسعينات لاسترداد ملكية المحطة التي اعتبرها الحزب إحدى ممتلكاته، لكن مصير دعوى فارس وفرنجية كان الرد من قبل قاضي الأمور المستعجلة في جونيه (شمال بيروت) كما كان حال قضية حزب الكتائب.
- وفي مارس 2001 تقدم فارس وفرنجية باستئناف للحكم انسحب منه لاحقاً فرنجية بعدما انتقلت اسهمه إلى نجل فارس نجاد، لكن الاستئناف لقي المصير نفسه.
- في14 ديسمبر 2004 عقدت LBCI اتفاق تعاون مع صحيفة الحياة التي تصدر في لندن، انشئت بموجبه غرفة اخبار تولى رئاستها في بادئ الأمر جهاد الخازن، ثم خلفه جورج سمعان.
- في 2 ديسمبر 2003 عقدت LBCI صفقة مع الأمير الوليد بن طلال تملك بموجبها 49% من اسهمها الفضائية.
- في مناسبة تأسيسها العاشرة، أنتجت LBCI اضخم كليب تلفزيوني هو «شرقت شمس الـ LBC وتغير كل الموضوع» صور في خمس بلدان هي إسبانيا وتونس وتايلاند واستراليا ولبنان، تولى اخراجه كل من طوني أبو سليمان وطوني قهوجي.
- اشتهرت LBCI ببرنامج «التوك شو» «كلام الناس» مع الاعلامي مارسيل غانم، الذي كان يحدد عناوين الصحف من خلال بعض الضيوف وتسليط الحوار باتجاه السخونة السياسية في لبنان أو باتجاه أهم الاحداث العربية والعالمية. كذلك عرف برنامج «حوار العمر» مع الاعلامية جيزيل خوري نجاحاً كبيراً. وكان لتوقيفه ثم لخروجها من المحطة وقع اثار جملة تساؤلات في حينه.
- كانت LBCI مبادرة في العودة إلى الإنتاج المحلي من خلال برامج ومسلسلات عدة. منها «بيت خالتي» و«الاستاذ مندور» و«مرتي وانا» وغيرها. كذلك كانت LBCI مميزة في البرامج الفنية وبرامج المسابقات مع الراحل رياض شرارة، ومع طبيب الاسنان الذي تحول اعلامياً زياد نجيم، ليترك بعدها زياد هذا النوع من البرامج ويقدم برامج توك شو سياسية واجتماعية. ولعل أشهر البرامج الفنية كان «ستديو الفن» الذي خرج معظم المطربين والمطربات في لبنان وقد حمله سيمون أسمر من التلفزيون الرسمي إلى LBCI وبعد ذلك أسس مكتب إنتاج فني بهذا الاسم، تولت LBCI انتخاب ملكة جمال لبنان لسنوات عديدة، ثم حولت المسابقة إلى حلقات من تلفزيون الواقع. كذلك فعلت مع برنامج « ستار أكاديمي» الذي أنتجة لثمانية مواسم حتى العام 2011
- في يناير 2018 حازت الـ "LBCI" وفق الإحصاءات الصادرة عن «إيبسوس- نيلسون».

على 96 من أصل «الحلقات المئة الأكثر مشاهدة» على المحطات اللبنانية كافة خلال العام 2017.

## القناة الفضائية وانفصالها عن الأرضية
- في عام 1996 أطلق الشيخ بيار الضاهر القناة الفضائية اللبنانية (أل بي سي) وقناة أل بي سي أوروبا، ودخل الشيخ صالح كامل شريكاً.
- في عام 2004 وقّعت اتفاقية تعاون مشترك مع جريدة الحياة، فانطلقت نشرة أخبار الحياة أل بي سي بدأ من 14 ديسمبر 2004 حتى العام 2010.[3]

- في عام 2008 دخل الظاهر في شراكة مع شبكة قنوات روتانا ظنا منه بأنه سوف يكسبها قوة أكبر لكن الأمر لم يكن كذلك، فقد قام الأمير الوليد بن طلال بشراء أسهم رجل الأعمال السعودي الشيخ صالح كامل وبالتالي امتلك أسهم القناة الفضائية.[4]
- دب الخلاف بين الظاهر والوليد بسبب استيلاء الوليد على المحطة الفضائية وإدخالها في شراكات أجنبية الأمر الذي أثار غضب بيار الضاهر وأسهم في تدني وانحدار مستوى القناة حسب وصف الظاهر ذهبت ملكيّة «ال بي سي الفضائية اللبنانية» (LBC SAT) إلى بن طلال الذي كان يمتلك 85 في المئة من أسهمها، إلى جانب 85 في المئة من أسهم شركة باك [5]
- في يوم الأربعاء 14 مارس 2012، انتقل بث القناة الفضائية من لبنان إلى مصر، بعد خمسة عشر عاما من البث في لبنان بعد ارتفاع وتيرة الخلاف بين الطرفين
- تسبب ذلك وقف مجموعة من البرامج، أو الاكتفاء ببثها على القناة الأرضية اللبنانية أو الفضائية السعودية، فأدى الأمر لانفصال المؤسسة اللبنانية للإرسال الأرضية عن توأمتها ال بي سي الفضائية اللبنانية[6]
- وتغير شعار القناة الفضائية وأزيلت كلمة الفضائية اللبنانية لتصبح فقط  LBC SAT، ومنع بث LBC Europe على قمر النايل سات والعرب سات
- أدى ذلك إلى تصفية شركة باك التابعة لها، والتسبب في بطالة 400 شخص مع رفض الأمير الوليد بن طلال دفع التعويضات المستحقة لهم إلى اليوم،[7][8][9] ، مع استمرار القنوات الخمس ببثّ برمجة «أل بي سي آي»، لجأ بن طلال إلى القضاء في بريطانيا، للاستحواذ على ملكيّتها. محامي «أل بي سي آي» نقل التحكيم إلى فرنسا في العام 2013، ليصدر القرار النهائي غير القابل للاستئناف في آب 2015، ملزماً بن طلال بتكاليف الدعوى كافة، وبإعادة كامل ملكيّة القنوات وعناوينها إلى «أل بي سي آي».

وأبرز ما ضمّه القرار القضائي، هو التأكيد على أنّ «الوليد بن طلال أخلّ بالعقد الموقّع بيننا». وذلك برأيه تفصيل مهمّ لبتّ شؤون التحكيم الأخرى، منها ملكيّة «أل بي سي سات»، إلى جانب دفع تعويضات موظَّفي «باك» المصروفين.
وكانت الاتفاقيّة الموقّعة بين بن طلال والمؤسسة تلزمه بالحفاظ على بثّ القنوات الشقيقة لـ«أل بي سي آي» وعدم وقفها أو تحويلها لبثّ برامج غير تلك التي تعرض على «أل بي سي آي» الأرضيّة. قبلها قام النائب العام علي إبراهيم بالإدعاء على ستّ شركات في جرم الإفلاس الاحتيالي، هي «باك ليميتيد»، و «روتانا اف زي هولدينغ»، و «ليبانيز ميديا هولدينغ ليميتيد LMH»، و«ال بي سي سات»، و«ال بي سي بلاس»، و«روتانا تي في». وتبيّن أنّ شركة «باك» أقدمت على إلغاء ديون كانت متوجّبة على شركات مجموعة «روتانا» بقيمة حوالي 64 مليون دولار أميركي.
- أطلق الشيخ بيار قناة «أل دي سي» lebanese diaspora channel في نهاية العام 2012 تعويضاً عن وقف بثّ «أل بي سي أوروبا» وشقيقاتها فضائيّاً. , وهي بمثابة lbci الفضائية[10]
- بعدها في بداية العام 2013 قام بإطلاق قناة lbci drama أرضيا بخاصية الجودة العالية للمشاهدين اللبنانيين فقط وعودة LBC europe على قمر اليوتلسات.[11][12]
- في السابع عشر من أيلول 2016 أطلق الشيخ بيار الظاهر قناة ال بي سي آي الثانية lbci2 لتحل مكان قناة أل بي سي ذات الشعار الأحمر وهي قناة أرضية موجهة لفئة الشباب وتقوم بعرض برامج منوعة مسلسلات محلية وعربية إضافة للدراما التركية دون بث البرامج السياسية والأخبار وشعارها «لأنو الدّني حلوة اثنين اثنين بدل النّجمة صارو اثنين».[13][14]

شعار قناة ال بي سي تو الثانية

توقف بثّ «ال دي سي» بداية العام 2020 عبر النايل سات. ونقل برامجها باسم «ال بي سي آي» التي عبر القمر عربسات وانتهاء النزاع الذي كان قائماً بين المؤسسة ورجل الأعمال السعودي الوليد بن طلال حول القنوات والماركات وربح القضية

## النزاع القضائي معالقوات اللبنانية
- في 14 تشرين الأول 2010، أصدر قاضي التحقيق لدى محكمة بيروت الإستئنافية فادي العنيسي قراراً ظنياً في الدعوى المقامة من قبل القوات اللبنانية ممثلاً برئيس الهيئة التنفيذية سمير جعجع ضد المؤسسة اللبنانية للإرسال «ال بي سي» ورئيس مجلس إدارتها بيار الضاهر وأعضاء مجلس الإدارة والشركات الملحقة بها بجرم إساءة الأمانة.
- العنيسي استند في قراره إلى محضر استماعٍ إلى جعجع بصفته شاهداً، مع العلم أنه الجهة المدّعية وقتها. وبإقدامه على هذه الخطوة، أي الاستماع إلى المدعي بصفة شاهد، تم تغييب المدّعى عليه عن الجلسة وارتكاب مخالفة قانونية.[16]
- يذكر أن المحطة الأصلية لم تعد تحوي بعد تفريعها خلال عقد التسعينات من القرن الماضي سوى نحو عشرين موظفاً مسجلين في الضمان الاجتماعي وبعض الأثاث واسم الشركة لا غير. ولا تزال الدعوى في مرحلة الأخذ والرد المتعلقة بالدفوع الشكلية وفي الأساس أمام القضاء. علماً أن لجوء حزب “القوات” إلى القضاء أخر عملية زيادة رأس المال نحو سنتين[17]

في 28 فبراير 2019 أصدرت القاضية فاطمة جوني قرارا نهائيا بإبطال التعقبات في حق المؤسسة اللبنانية للإرسال وبيار الضاهر في دعوى “القوات اللبنانية” ضدهما وبرّد كل ما زاد أو خالف وبتضمين “القوات اللبنانية” النفقات.

## الدعاوى القضائية ضد الأمير الوليد بن طلال
في 6 أغسطس2015 ربحت المؤسسة اللبنانية للإرسال اللبنانية دعوى التحكيم التي تقدمت بها، أمام القضاء الفرنسي، ضد الأمير السعودي، الوليد بن طلال.ونصّ الحكم، الذي نقلته القناة، على “وجوب كفّ بن طلال قرصنته لـ،LBC Europe America, Australia, Africa, Maghreb والتنازل عن حقه لهذه القنوات، وإعادتها لـLBCI مقابل دولار واحد”.كما نصّ قرار محكمة التحكيم الفرنسية على تحميل الأمير، الوليد بن طلال، كامل رسوم ومصاريف الدعوى القضائية التي خسرها.

القنوات التي استعادتها المؤسسة اللبنانية للإرسال من الوليد بن طلال

في 2 يوليو2018 للمرّة الثانية، صدر قرار تحكيمي عن غرفة التجارة الدولية في باريس "ICC" فصل النزاع بين المؤسسة اللبنانية للإرسال وشركات الأمير بن طلال.
جاء في نصّ القرار التحكيمي، أنّ «شركات الوليد بن طلال قد أخلّت بالتزامات مترتّبة على عاتقها بموجب اتفاقية التعاون والخدمات الموقّعة بينها وبين شركة ال بي سي آي، وفسخت العلاقة التعاقدية معها تعسّفاً من طرف واحد ومن دون وجه حقّ، ممّا تسبّب بأضرار جمّة بحقّها طوال الفترة الممتدّة من العام 2012 وحتى اليوم».
وعليه، فقد الزم القرار التحكيمي، وفق ملخّض المحطة، «شركات الوليد بتسديد نحو 19.500.000 دولار أميركي لمصلحتها، هذا إضافة إلى الفوائد ونفقات التحكيم والمحاماة بنحو 2.600.000 دولار اميركي».
وفي 25 فبراير 2019 صدر عن محكمة التحكيم الدولية في باريس ICC، حكم جديد في قضية الدعوى بين الـ«ال بي سي» والامير السعودي الوليد بن طلال، حيث خسر الوليد الدعوى التي اقامها ضد بيار الضاهر شخصيًا في موضوع عقد إدارة الظاهر لمجموعة روتانا وLMH و+LBC وLBCSAT وشركة باك
في مارس 2023 أعلنت "المؤسسة اللبنانية للارسال انترناشونال" ومجموعة "روتانا" الإعلامية إلى حل لجميع النزاعات القضائية العالقة بينهما وقالت في بيان 
.

## أل بي سي آي والشراكة مع أم بي سي
في مايو 2016 وقع الشيخ بيار الضاهر بواسطة شريكه وشريك إم بي سي الإعلاني رئيس مجلس إدارة «مجموعة الشويري» بيار الشويري ــ من استغلال الفاقة السعودية المستجدة لاختراق الأبواب السعودية التي أقفلها الوليد بن طلال مما إلى توقيعه عقداً مع إم بي سي يحظى بموجبه بالحق في إعادة عرض ما يريده من برامج تنتجها القناة السعودية من برامج تلفزيونية ومسلسلات منها بروجكت رانواي الشرق الأوسط وتوب شيف إضافة لإعادة عرض حلقات برنامج ذا فويس وأرابز غوت تالنت.

## قنوات المؤسسة اللبنانية للإرسال
- LBCI HDالمؤسسة اللبنانية للإرسال بالشعار الأزرق
- LBCI International HD قناة جديدة انطلقت السبت 20 تموز 2019 على البدر سات [25]
- LB2 بالشعار الأزرق والأحمر
- LBCI news بالشعار الأبيض
- LBCI HD وSD بالشعار الأخضر
- LBCI دراما بالشعار الأحمر سابقاً لاصبح قناة LB2 انترناشونال بعد دمجها بها
- LBC أوروبا بالمربع الأزرق
- LBCاميركا بالمربع الأحمر
- LBC أستراليا بالمربع البنفسجي
- LBC أفريقيا بالمربع البرتقالي
- LBC المغرب بالمربع الاخضر
- واو
- قناة c33 الناطقة بالفرنسية
- نغم
- قناة الانتشار اللبنانيLDC
- LDC أميركا بالشعار الأزرق
- LDC أستراليا بالشعار الأزرق
- LBC PLUS

## أهم الشخصيات
- سيمون أسمر
- طوني قهوجي
- رولا سعد
- طوني خليفة
- مارسيل غانم
- مي متى
- فادي شربل
- ديزيريه فرح
- هيلدا خليفة
- بسام أبو زيد
- طوني أبو جودة
- كارلا حداد
- سنا نصر
- طوني بارود
- مالك مكتبي
- ديما صادق

## أشهر البرامج
- نهاركم سعيد
- نشرة اخبار LBC
- كلام الناس
- حكي جالس
- المتهم
- سرفايفر
- تاريخ يشهد
- دمى قراطية
- عيلة ع فرد ميلة
- كيف وليش
- ساعة بقرب الحبيب
- لمن يجرؤ فقط
- مسابقة ملكة جمال لبنان
- ستار أكاديمي
- كيدز باور
- حلها وإحتلها
- أحلى جلسة
- سبلاش
- ديو المشاهير
- بيبسي ميوزيكا
- الوادي
- كوميكاز
- كتير سلبي شو
- بكل طائفية
- قسمة ونصيب
- حلوة بيروت
- بس مات وطن
- أحمر بالخط العريض
- ماستر شيف لبنان
- الدوري البلجيكي لكرة القدم

## إثارة الجدل
انتشرت في يناير 2014 أخبار أكدت أن فقرة ألعاب سهرة رأس السنة في أل بي سي شابها الغش إذ أن أرقام الهواتف الرابحة كانت لأقارب أشخاص يعملون في المحطة مما يمثل تضارب مصالح؛ بل وقام العاملون باختيار هذه البطاقات لتربح. وأصدرت أل بي سي بيانا اعترفت فيه بالغش وقالت أنها ستحاسب المسؤولين عنه.

## وصلات خارجية
- الموقع الرسمي
- المؤسسة اللبنانية للإرسال انترناشيونال على موقع IMDb (الإنجليزية)